# Policía Nacional de Países Bajos
La Policía Nacional de Países Bajos, se divide en diez unidades regionales, dos unidades nacionales, la academia de policía, el centro de servicios policiales y el centro de despacho nacional de cooperación. El objetivo de este organismo es la investigación de actividades delictivas, remisión de los resultados de las mismas a los tribunales y la detención temporal de presuntos delincuentes. Este organismo, también es el encargado de hacer cumplir la ley, y tiene a su cargo la responsabilidad de disuadir la actividad delictiva y prevenir la comisión de delitos. 

## Historia
La Policía Nacional Holandesa posee una diversa y larga historia, habiendo llevado a cabo muchas reformas importantes a lo largo de su historia, la última de las cuales fue en 2012 con la introducción de una única fuerza policial. A continuación encontrará una cronología de la historia de la Policía Nacional Holandesa.

### 1581–1812
La historia de la policía holandesa comienza en 1581, con la formación de la República Holandesa. Se creó una organización policial básica, sin tareas ni competencias claras. Esto se mantuvo así hasta el año 1810, cuando Napoleón anexó los Países Bajos al Imperio francés y comenzó a crear una fuerza policial adecuada. Las ciudades podían destinar fondos para disponer de un schout (sheriff); para los pueblos, esta figura se convertía en un Veldwachter (alguacil).
Los Países Bajos recuperan su independencia en 1813 y un año después el rey Guillermo I fundó el Corps de Marechaussee. Este cuerpo tenía mil doscientos empleados y era una rama de las fuerzas armadas. Realizaba tareas militares para las fuerzas armadas y tareas no militares para la Rijkspolitie (policía nacional). En 1858, además del Marechaussee, se creó el Korps Rijksveldwacht (cuerpo de policía nacional) formado por mil cuatrocientos empleados. Esta fuerza se centró en el orden público en las zonas rurales. Además de los dos cuerpos, también existía una Gemeentepolitie (policía municipal) con once mil empleados, Politietroepen (tropas de policía) con mil seiscientos empleados y el Gemeenteveldwacht (policía municipal).

### 1940–1993
Durante la Segunda Guerra Mundial existió un Reichskommissar fur die Niederlande, Arthur Seyss-Inquart. En total, el cuerpo de policía estaba formado por unos veinte mil empleados. Al finalizar la guerra, este servicio se disolvió. Para restablecer y controlar el orden público, el gobierno decidió crear una nueva organización policial en noviembre de 1945. Se hizo una distinción entre la Gemeentepolitie (policía municipal) para los municipios designados y la Rijkspolitie (policía nacional) para el resto del país.

### 1994-presente
La convivencia de dos cuerpos policiales en cada región desapareció en 1994, cuando entró en vigor la Ley de Policía de 1993. Después de una importante reorganización, la Rijkspolitie (policía nacional) y la Gemeentepolite (policía municipal) se fusionaron en 25 Regiokorpsen (fuerzas policiales regionales) y el Korps Landelijke Politiediensten (agencia nacional de servicios policiales). Cada cuerpo trabajaba de forma autónoma, pasando a haber en cada región un único cuerpo policial. Esta estructura duró hasta el 1 de enero de 2013. A partir de esa fecha, la policía pasó a ser una única organización a nivel nacional creándose el Korps Nationale Politie (cuerpo nacional de policía), dividido en diez Regionale Eenheden (unidades regionales), un Landelijke Eenheid (unidad nacional), una Politieacademie (academia de policía) y el Politiedienstencentrum (centro de servicios policiales) que gestiona al personal. Desde ese momento, un Comisario de Policía ha dirigido la policía en los Países Bajos.

## Organización

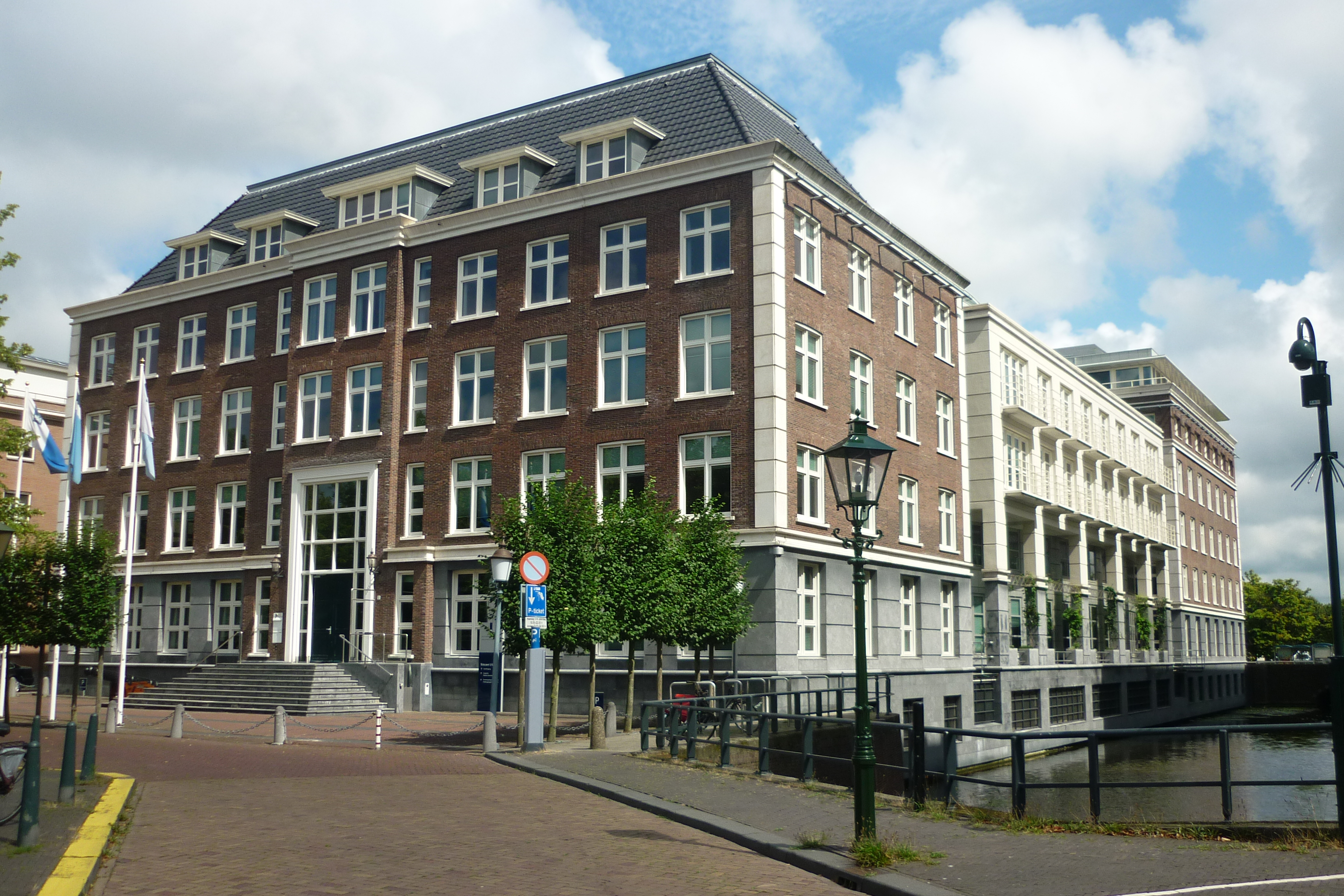
Sede de la Policía Nacional durante su uso en el Programa Delta. El edificio ha sido renovado y ahora su interior es moderno, contrastando con el exterior histórico.

En 2013, la policía de los Países Bajos se reorganizó hasta alcanzar su actual estructura, sin apenas cambios desde entonces. La estructura está formada por diez unidades regionales, dos unidades nacionales, la academia de policía, el centro de servicios policiales y el centro nacional de cooperación de despacho, todos bajo una policía nacional. A continuación encontrará una lista de todas las unidades en detalle.

### Unidades Regionales

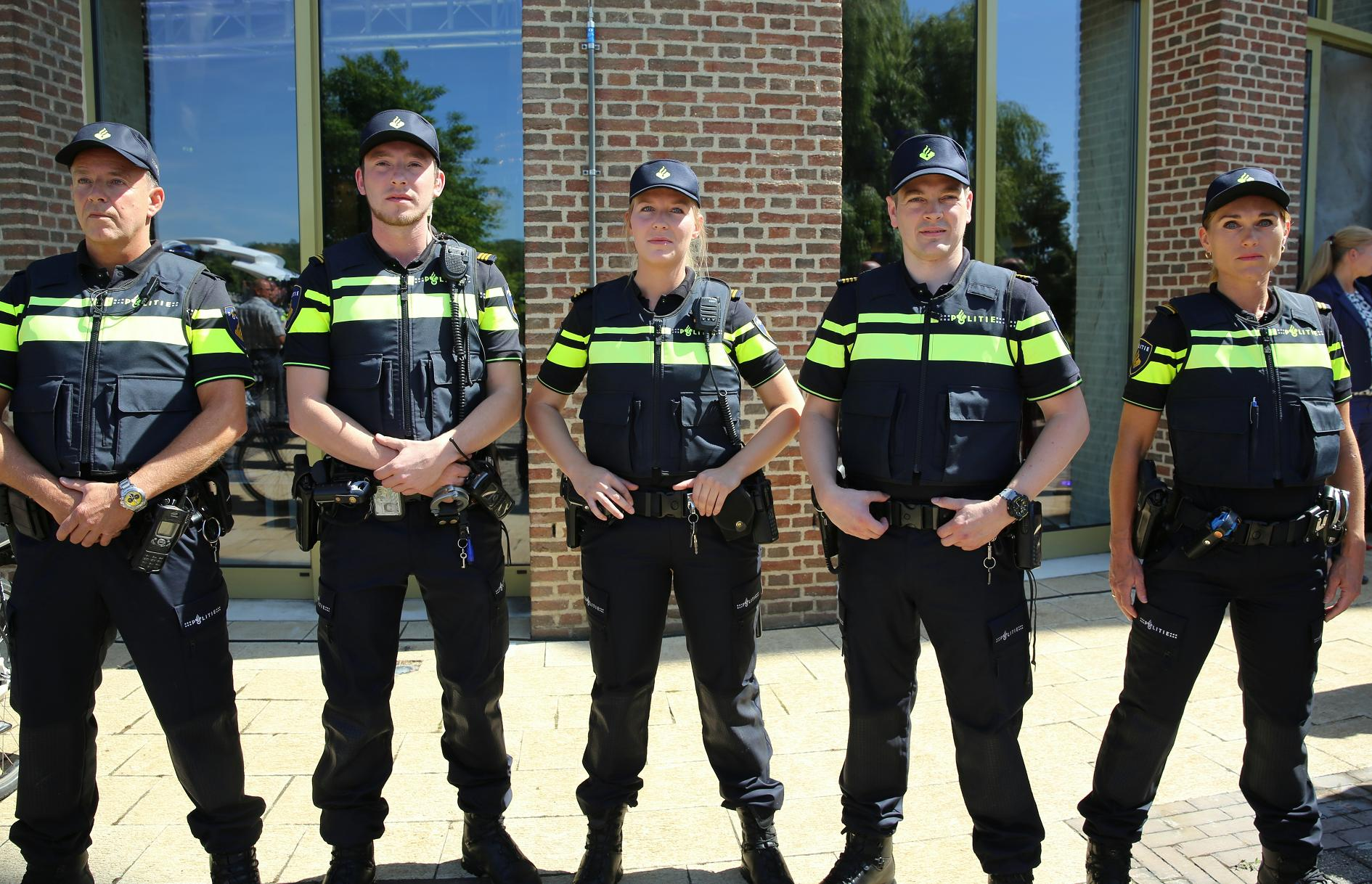
Agentes de policía en uniforme

Cada unidad regional está dirigida por un unitchef (jefe de unidad), un Hoofdcommissaris (comisario jefe) que se encarga de la gestión cotidiana de la fuerza policial. Las decisiones sobre las principales políticas de aplicación de la ley las toma un consejo regional, el llamado Driehoek (triángulo), cuyo presidente es el eenheidsbeheerder (director de la unidad), que suele ser el alcalde del municipio más grande de la región. Los otros miembros de la junta directiva de Driehoek son el jefe de la unidad y el fiscal jefe local.
Una región está compuesta por varios distritos, cada uno de los cuales tiene un jefe de distrito. Cada distrito consta de una serie de unidades locales, llamadas basiseenheden (unidades básicas) o equipos.
El número de agentes y otros empleados policiales en una región, está determinado por el número de habitantes y la estadística criminal de la región. La fuerza regional más pequeña cuenta con unos 3.000 agentes de policía, mientras que la más grande cuenta con más de 8.000. En los Países Bajos prestan servicio alrededor de 66.000 agentes de policía.
También es posible que se desplieguen agentes de policía en una unidad móvil de policía antidisturbios. Se utilizan unidades móviles para hacer frente a graves delitos contra el orden público. Cada región policial cuenta con una o más unidades de guardia. En todo el país hay un total de 45 unidades móviles, cada una de las cuales cuenta con alrededor de 50 miembros (incluidos policías de rango medio y superior). Nueve unidades también han sido capacitadas para responder ante incidentes en embarcaciones marítimas. Las unidades móviles también cuentan con unidades formadas por agentes vestidos de civil, conocidas como "aanhoudingseenheden". Estos grupos se encargan de señalar a sospechosos específicos de delitos contra el orden público.

Insignia del Dienst Koninklijke en Diplomatieke Beveiliging (DKDB).

### Unidad Nacional de Experiencia y Operaciones (LX)
La Unidad Nacional de Experiencia y Operaciones construye un panorama de inteligencia nacional fortalecido operando a nivel (inter)nacional. Su principal objetivo es aumentar y fortalecer la fuerza operativa de la policía. La unidad pone a disposición de otras unidades y de otros socios de seguridad sus conocimientos, habilidades, inteligencia/información, tecnología y equipos de alta calidad. Además, realiza amplias tareas policiales (control e investigación), con animales especializados, y en el ámbito de la protección VIP. Esto se hace en coordinación con las unidades regionales. 
El LX está formado por cinco servicios que se enumeran a continuación.
El Servicio del Centro Nacional de Operaciones es el corazón de la gestión de todas las operaciones en curso y garantiza la visión general y la coherencia de las mismas. De esta manera, el Centro Operativo puede realizar ajustes en caso necesario y adaptar la fuerza policial a la situación de seguridad en ese momento.

#### Inteligencia LX
El departamento de inteligencia realiza tareas nacionales específicas, como el intercambio de información internacional y la coordinación de información nacional. Los departamentos también proporcionan una visión general y un conocimiento de la situación de seguridad nacional e internacional para el trabajo policial operativo. Este servicio es el punto de contacto de la policía de Países Bajos para Europol, Interpol y los funcionarios de enlace holandeses que trabajan en el extranjero en nombre de la policía. 

#### Dienst Specialistische Operaties (Servicio de operaciones especializadas)
El Servicio de Operaciones Especializadas es el encargado de proporcionar apoyo operativo e innovación (tecnológica) de alta calidad a la policía de Países Bajos. Con sus numerosas tareas especializadas, el servicio fortalece las unidades regionales y nacionales. Algunos de los servicios, entre otros, son la policía montada, los animales de búsqueda especializados, los especialistas del Centro Nacional de Servicios Forenses y la Red de Equipos Periciales.

#### Dienst Infrastructuur (Servicio de infraestructura)
El Servicio de Infraestructura lucha contra la inseguridad y la delincuencia en las principales infraestructuras holandesas como son las carreteras, puertos, agua, en el ferrocarril y en la aviación. El servicio también proporciona apoyo aéreo con helicópteros para aumentar la eficacia de la policía.

#### Dienst Koninklijke en Diplomatieke Beveiliging (Servicio Real y de Protección Diplomática)
La policía vigila y protege a personas, objetos e instalaciones (por ejemplo, a la familia real holandesa, y otros dignatarios asignados por el ministro) a nivel nacional, regional y local. Estas medidas de seguridad están coordinadas. A medida que aumenta la amenaza o la tarea de seguridad se vuelve más compleja, también aumentan las medidas a tomar. En tales situaciones, el Servicio de Protección Real y Diplomática asume un papel más destacado y presta apoyo con conocimientos específicos y recursos especiales. El servicio realiza esta tarea en estrecha colaboración con el Coordinador Nacional de Lucha contra el Terrorismo y la Seguridad y el Ministerio Fiscal.

Insignia de las Dienst Speciale Interventies (DSI) Servicio de Intervenciones Especiales.

### Unidad Nacional de Investigación e Intervenciones (LO)
La Unidad Nacional de Investigación e Intervenciones trabaja a nivel nacional e internacional para combatir la delincuencia grave y organizada, el terrorismo y el ciberdelito. Además, la unidad apoya a la policía en todos los Países Bajos con intervenciones especiales (DSI) y operaciones secretas (AO). La unidad lleva a cabo esta tarea en estrecha colaboración con las unidades regionales. El LO tiene cuatro servicios enumerados a continuación.

#### Dienst Landelijke Recherche (Servicio Nacional de Investigación Criminal)
El Servicio Nacional de Investigación Criminal combate la delincuencia grave y organizada. Pero también fenómenos específicos como los delitos contra el medio ambiente, el terrorismo y los delitos de alta tecnología. Además, este servicio se encarga de la  investigación nacional oficial en caso de que ciudadanos holandeses o propiedades holandesas fuera de las fronteras nacionales se vean involucrados o sean el objetivo de ataques o actividades graves del crimen organizado.
El servicio de inteligencia contribuye a la gestión y enriquecimiento de las investigaciones criminales, y marca las prioridades dentro de la unidad. También enriquecen el conocimiento sobre los fenómenos y formas de la delincuencia. 

#### Afgeschermde Operaties (operaciones ocultas)
Este servicio lleva a cabo operaciones encubiertas y protegidas en apoyo de investigaciones criminales y asesora en materia de seguridad a los agentes que están realizando estas investigaciones. Varios equipos realizan trabajos para las unidades regionales, el sistema de seguridad VIP, la Rijksrecherche (departamento de investigaciones internas), la Royal Marechaussee, la RST (cooperación de investigaciones del reino) y las BOD (agencias especiales de ejecución). Además colabora con servicios de inteligencia y socios internacionales.

#### Dienst Speciale Interventies (Servicio de Intervención Especial)
El Servicio de Intervención Especial combate todas las formas de violencia grave y terrorismo. Los Equipos de Detención y Apoyo Policial son parte de este servicio. Actúan cuando se puede presuponer razonablemente que existen circunstancias que ponen en peligro la vida de los agentes de policía o de otras personas. Son la unidad antiterrorista del país.

### Academia de policía (PA)
La gestión operativa de la policía: finanzas, mantenimiento de instalaciones, gestión de la información, TICs, comunicación y recursos humanos se organizan a nivel nacional en el Centro de Servicios Policiales (PDC). Apoya el trabajo operativo policial las 24 horas del día, los 7 días de la semana. El personal de operaciones comerciales hace esto desde el PDC o, cuando sea necesario, en las propias plantillas. Las operaciones de gestión proporcionan los productos y servicios que los policías operativos necesitan para poder trabajar. Al ocuparse de las operaciones de gestión, los policías dentro de las unidades tienen más tiempo para el trabajo policial real. El centro de servicios policiales tiene tres ubicaciones en Rotterdam, Zwolle y Eindhoven.

### Cooperación entre centros de despacho nacionales (LMS)
El Landelijke Meldkamer Samenwerking o LMS es una división de la policía relativamente independiente. El LMS administra y opera 10 centros de despacho regionales compartidos. Cada centro de despacho alberga operadores de policía, servicios de ambulancia, bomberos y policía militar. Si por algún motivo, un centro no puede operar, otro centro puede tomar el control. Estos centros reciben las llamadas de los ciudadanos al 112, que se dirigen automáticamente al centro de despacho nacional, y luego se transfieren a la región correcta. Desde allí un operador pregunta y te pone en contacto con la sección de servicio correcta, el operador de ese servicio dirige las unidades a la ubicación y les da detalles a medida que llegan, el operador también ve las ubicaciones de los indicativos de policía para poder elegir el indicativo más cercano. El operador también determina si la situación es una emergencia y qué prioridad tiene, hay tres prioridades (Uno: uso de luces y sirenas, el vehículo se considera un vehículo prioritario. Dos: sin uso de luces y sirenas, pero el vehículo tiene ciertas exenciones como conducir en sentido contrario, estacionarse en la acera, etc. Tres: sin uso de luces y sirenas y sin exenciones, el vehículo es un usuario regular de la vía).

## Rangos
El uniforme policial de trabajo tiene divisas de quita y pon, deslizables, en parte para un reemplazo rápido, mientras que los uniformes de gala y de desfile tienen divisas fijas, más profesionales. En la policía holandesa se utilizan las siguientes divisas: 
| Rango      | Primer Comisario Jefe (Eerste Hoofdcommissaris) | Comisario jefe (Hoofdcommissaris) | Comisario (Commissaris) | Inspector jefe (Hoofdinspecteur) | Inspector (Inspecteur)                             | Sargento (Brigadier) |
| Fijo       |                                                 |                                   |                         |                                  |                                                    |                      |
| Deslizante |                                                 |                                   |                         |                                  |                                                    |                      |
| Rango      | Agente jefe (Hoofdagent)                        | Agente (Agent)                    | Vigilante (Surveillant) | Policía Aspirante (Aspirant)     | Empleado no ejecutivo (Niet-Executieve Medewerker) |                      |
| Fijo       |                                                 |                                   |                         |                                  |                                                    |                      |
| Deslizante |                                                 |                                   |                         |                                  |                                                    |                      |

## Equipo

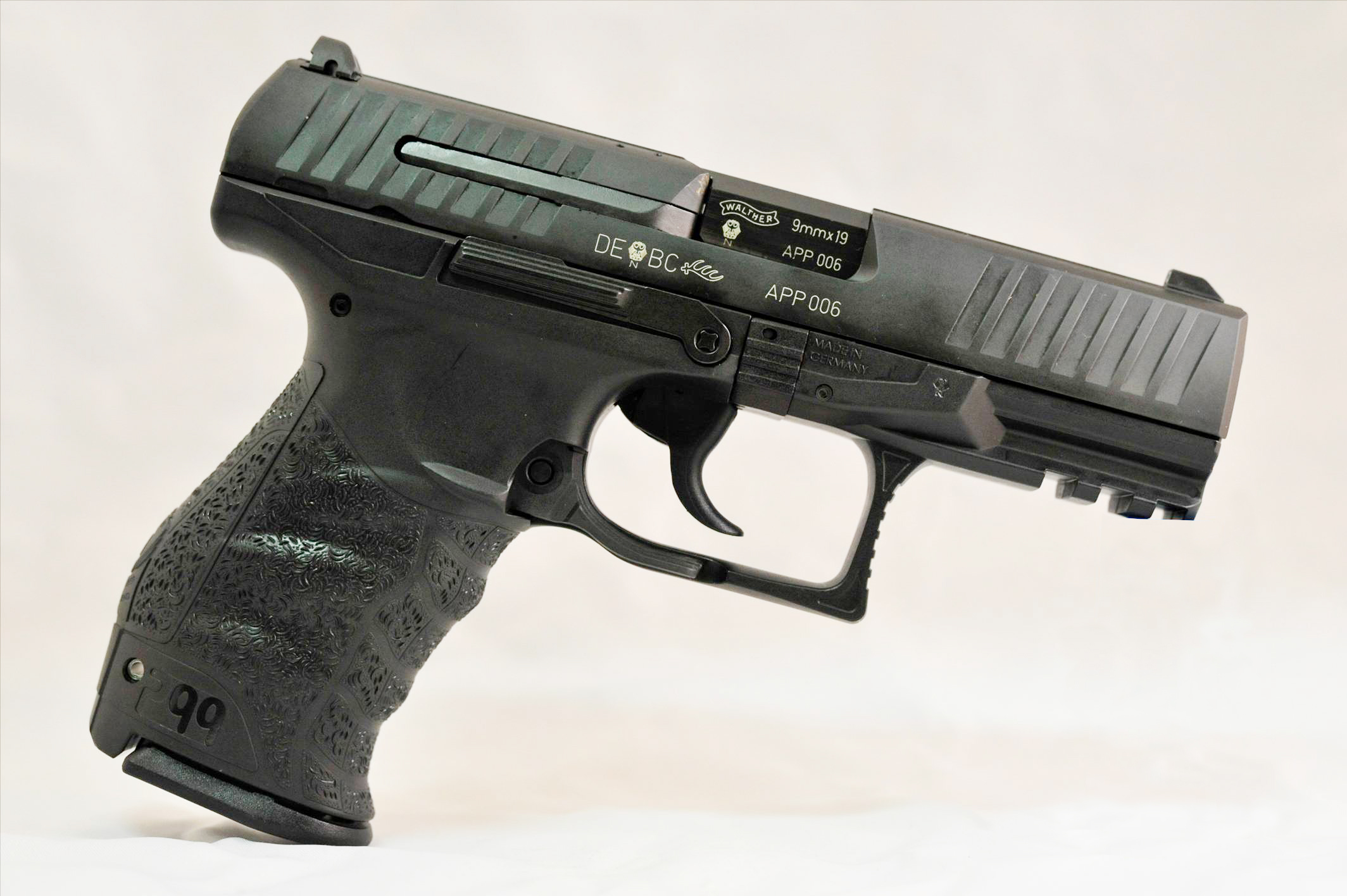
La pistola de servicio policial Walther P99Q NL (H3) se presentó en 2013

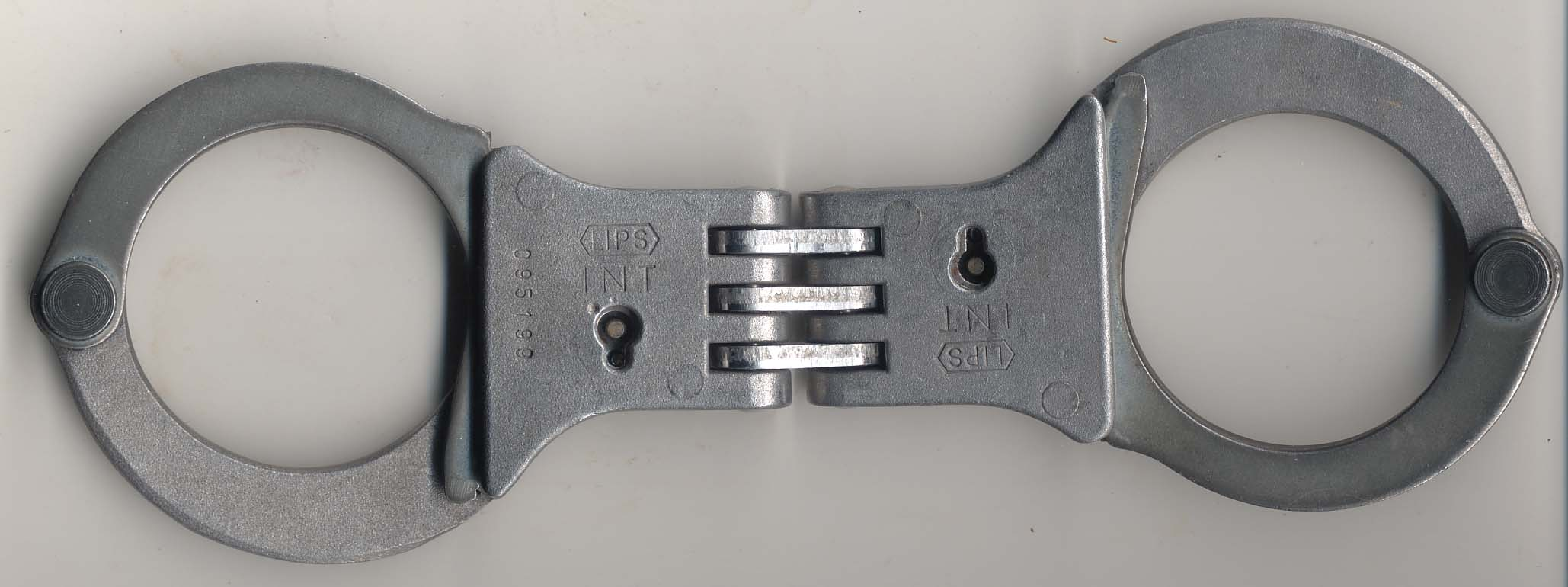
Esposas LIPS utilizadas por la policía holandesa

El equipamiento que lleva cada agente de policía holandés consta de lo siguiente:
- Samsung Galaxy S21 con la aplicación MEOS, que da acceso a todas las bases de datos policiales nacionales y de la UE necesarias, y permite redactar multas, informes, etc.
- Esposas SHN o LIPS
- Bastón Bonowi EKA-51 Camlock
- Spray pimienta TW 1000
- Axón TASER X2[5]
- Walther P99Q NL[6][7] con cargadores adicionales
- Radio C2000
- Flash
- Tope de puerta

Los policías alumnos están armados con una pistola cuando aprueban su entrenamiento con armas de fuego; antes de pasar, los aprendices realizan sus tareas solo con gas pimienta, esposas y una porra.
Desde la década de 1940 hasta la de 1970, las pistolas de servicio fueron las FN 10/22.
La Walther P5 de fabricación alemana es utilizada desde 1978 mientras que las unidades de arresto y apoyo estaban armadas con la pistola Glock 17 de fabricación austriaca y/o una metralleta, generalmente la Heckler & Koch MP5 de fabricación alemana.
Originalmente se planeó que fuera reemplazada por la SIG Sauer PPNL, una versión 9×19 mm Parabellum de la SIG Sauer P250, pero el contrato fue cancelado debido al fracaso de varias pruebas de seguridad.

## Vehículos

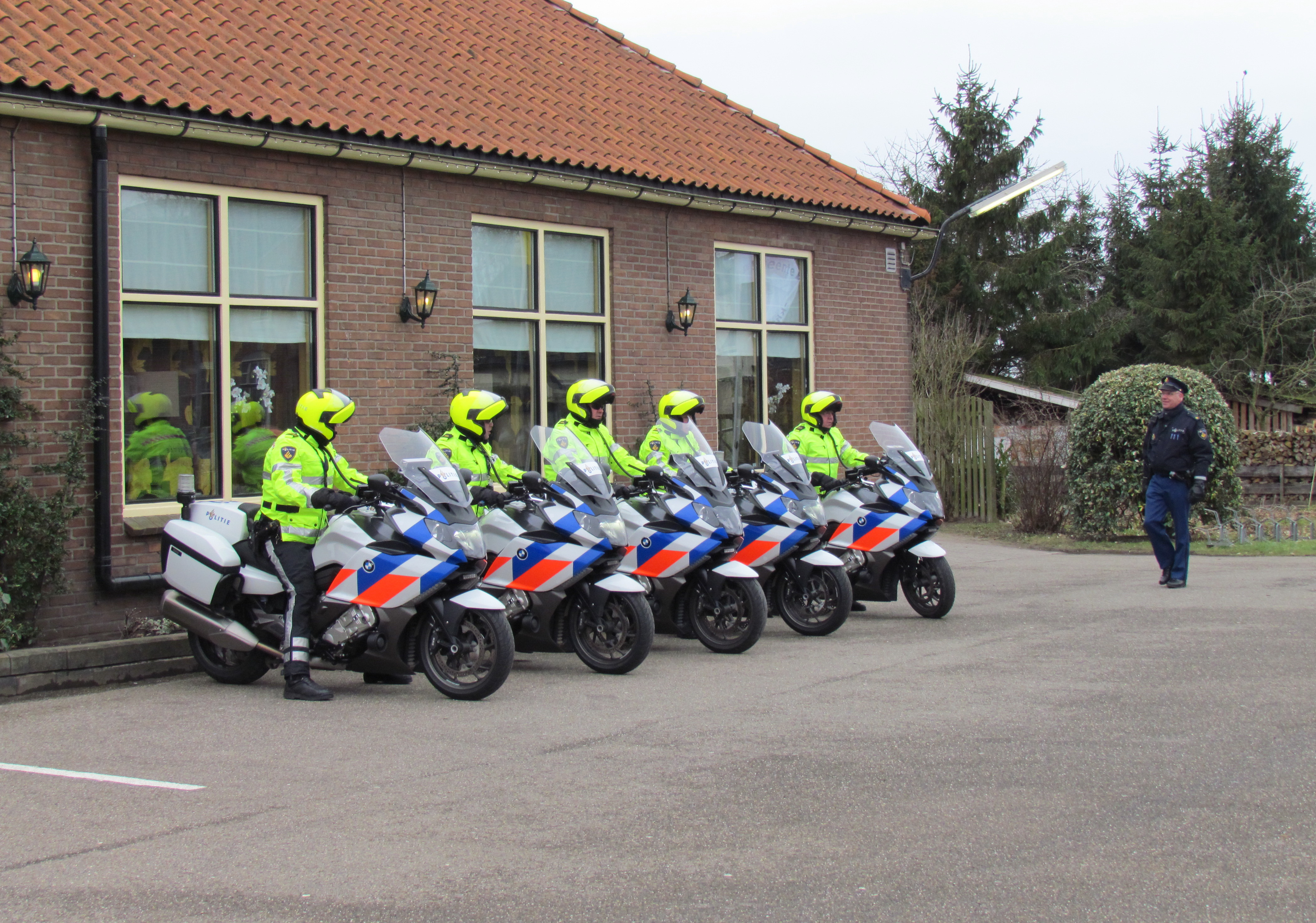
Policía holandesa en motocicleta

La Policía Nacional de Países Bajos utiliza una selección de vehículos motorizados para realizar su trabajo. La flota actual del DNP está compuesta mayoritariamente por Mercedes-Benz y Audi, pero aún quedan algunos vehículos Volkswagen de un contrato que finalizó en 2018. Los vehículos que utiliza el DNP se dividen en vehículos rotulados y no rotulados. Las unidades rotuladas son blancas con rayas azules y rojas en los laterales y llevan un puente luminoso en el techo. Los coches están equipados con una suspensión mejorada, megáfono y múltiples dispositivos de comunicación a bordo. La parte posterior está equipada con un contenedor para diversas herramientas manuales. Distintos son los de  las unidades antidisturbios (ME) y las unidades SWAT (AT).
- Volkswagen Touran
  - Será reemplazado por el Mercedes-Benz Clase B
    - Pruebas para sustituir al BMW X1 y al Ford Kuga

  - También se utiliza como unidad K-9

Vehículo multiusos:
- Volkswagen Transporter (T5)
  - Será reemplazado por Mercedes-Benz Vito
    - También se utiliza como transporte de detenidos y transporte de bicicletas por algunas unidades.

Unidad de intervención rápida (LX)
- Audi A6

Transporte de la policía antidisturbios (ME)
- Mercedes-Benz Sprinter
  - También se utiliza como unidad K-9 (4 perros) y vehículo de observación por vídeo.

Para diversas otras tareas el DNP utiliza:
- Audi A4 (Unidad de detención y apoyo)
- Audi A4 Sedán (seguridad de la Casa Real y políticos)
- Audi A6 (policía sin distintivos)
- BMW Serie 5 (equipo especial de armas de fuego o seguridad de la Casa Real y políticos, unidad de detención y apoyo)
- BMW X5 (Unidad de detención y apoyo, seguridad de la Casa Real y políticos)
- Mercedes-Benz Clase C Sedán (policía de tráfico sin distintivos)
- Mercedes-Benz Clase E (policía de tráfico sin distintivos)
- Mercedes-Benz Sprinter (utilizado principalmente por la unidad de "análisis de accidentes")
- Mercedes-Benz Vario (para el transporte de perros especiales para explosivos, semidesmarcado)
- Nissan Patrol (vehículo blindado, vehículo 4x4 o no blindado para patrullajes de playa)
- Opel Insignia (policía sin distintivos)
- Opel Vivaro (equipos forenses o transporte de perros, a veces todavía en uso como furgoneta de patrulla policial)
- Škoda Superb (policía sin distintivos)
- Toyota Land Cruiser (vehículo blindado y sin distintivos para operaciones especiales de seguridad)
- Volkswagen Amarok (vehículo 4x4)
- Volkswagen Caddy
- Volkswagen Golf (para vigilancia normal y también como policía sin distintivos)
- Volkswagen Golf GTD (policía de tráfico)
- Volkswagen Polo (también como vehículo sin distintivos para patrullas normales)
- Volkswagen Passat (también como vehículo policial sin distintivos)
- Volkswagen Transporter (T5) (sin rotular para equipos de armas de fuego especiales y marcado para patrullaje normal)
- Volkswagen Transporter (T6) (Transporte de bicicletas)
- Volkswagen Touran (coche patrulla estándar y también como vehículo policial sin distintivos)
- Volkswagen Touareg (vehículo blindado para aeropuertos y edificios políticos)
- Volvo S60 (para personal de la Casa Real) Una unidad de transporte de prisioneros del DNP

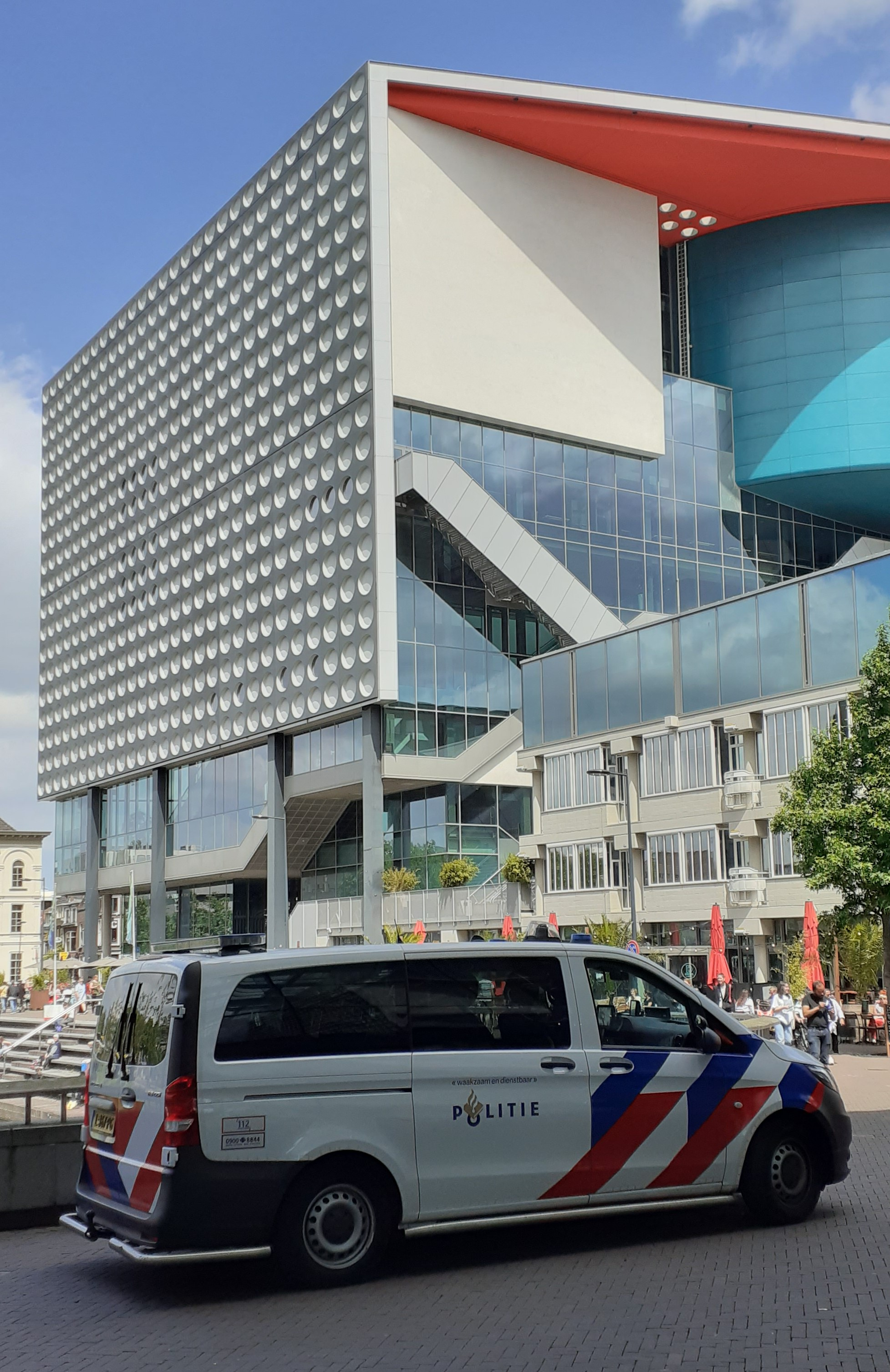
Una unidad de transporte de prisioneros del DNP

## Tareas

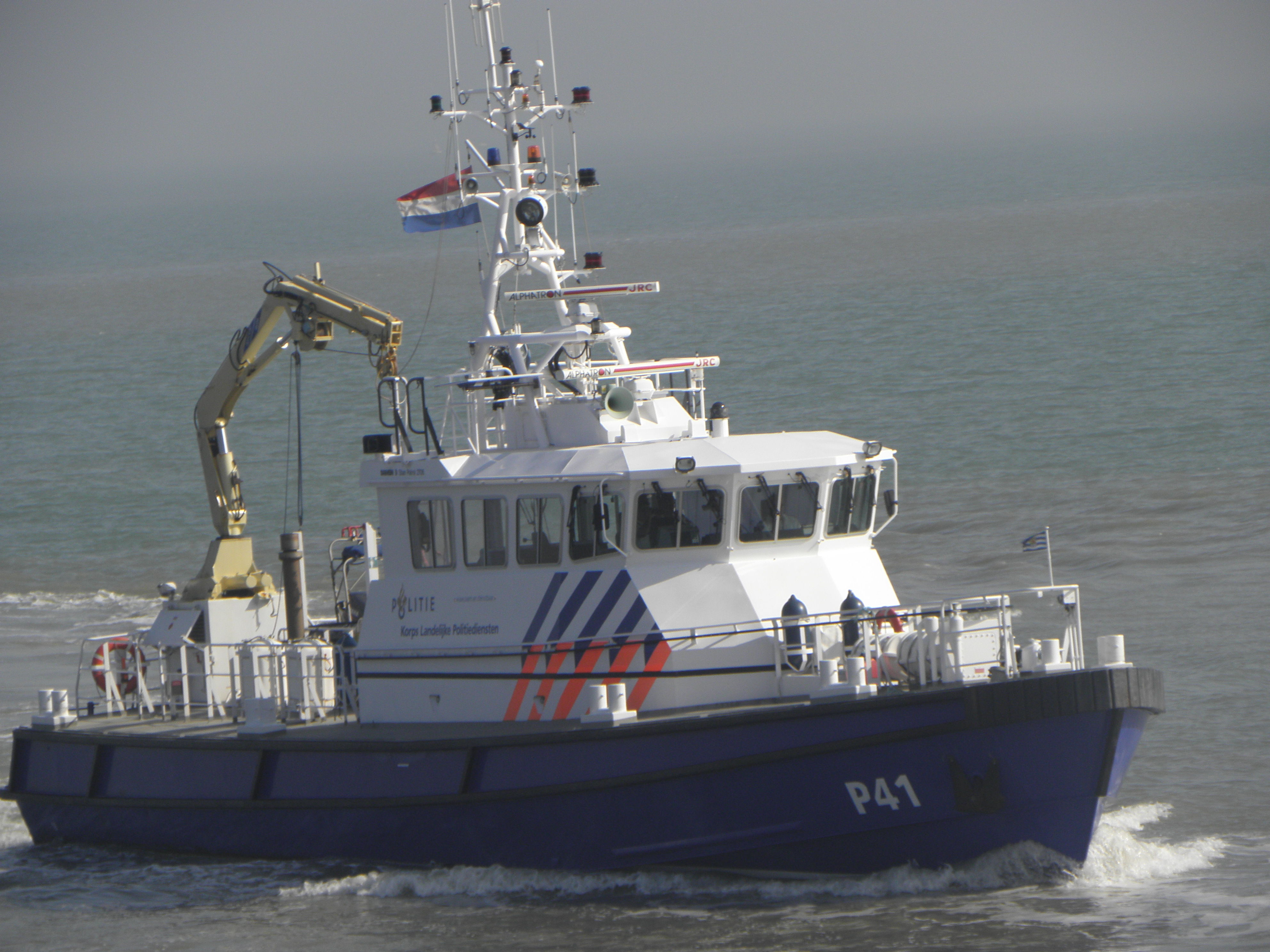
Barco de la policía de Países Bajos

El artículo 3 de la Ley de la Policía de Países Bajos describe las misiones de la policía: "La misión de la policía es, en subordinación a las autoridades y en cumplimiento de la legislación aplicable, ocuparse del mantenimiento efectivo del orden jurídico y prestar ayuda a quienes la necesiten". En la práctica, esto se reduce a cuatro misiones principales.
- Prevención (prevención de delitos y crímenes)
- Investigación de delitos y faltas
- Manteniendo el orden legal
- Prestación de asistencia a las autoridades civiles

Dentro de la policía, varios departamentos se ocupan de parte de estas tareas principales.

### Centro de comunicaciones
Todas las llamadas al número de la policía nacional 0900-8844 se se atienden durante las 24 horas del día.

#### Sistemas en uso
Desde hace algunos años los centros de comunicaciones utilizan el Gemeenschappelijk Meldkamer Systeem (Sistema Común de Centros de Comunicaciones, GMS). Este sistema tiene muchas funciones. En primer lugar, funciona como una pantalla de gráficos que muestra todas las unidades conectadas. También dispone de una función de base de datos de procedimientos y teléfonos necesarios para el correcto desempeño del trabajo policial y se vincula con el sistema C2000 y el sistema CityGIS (GPS).
C2000 es un sistema de comunicaciones digital y seguro, con CityGIS se pueden rastrear los coches de policía en un mapa mediante GPS, lo que se puede informar al centro de comunicaciones mediante un sistema de navegación VDO donde se encuentran los vehículos en todo momento.

### Trabajo policial básico

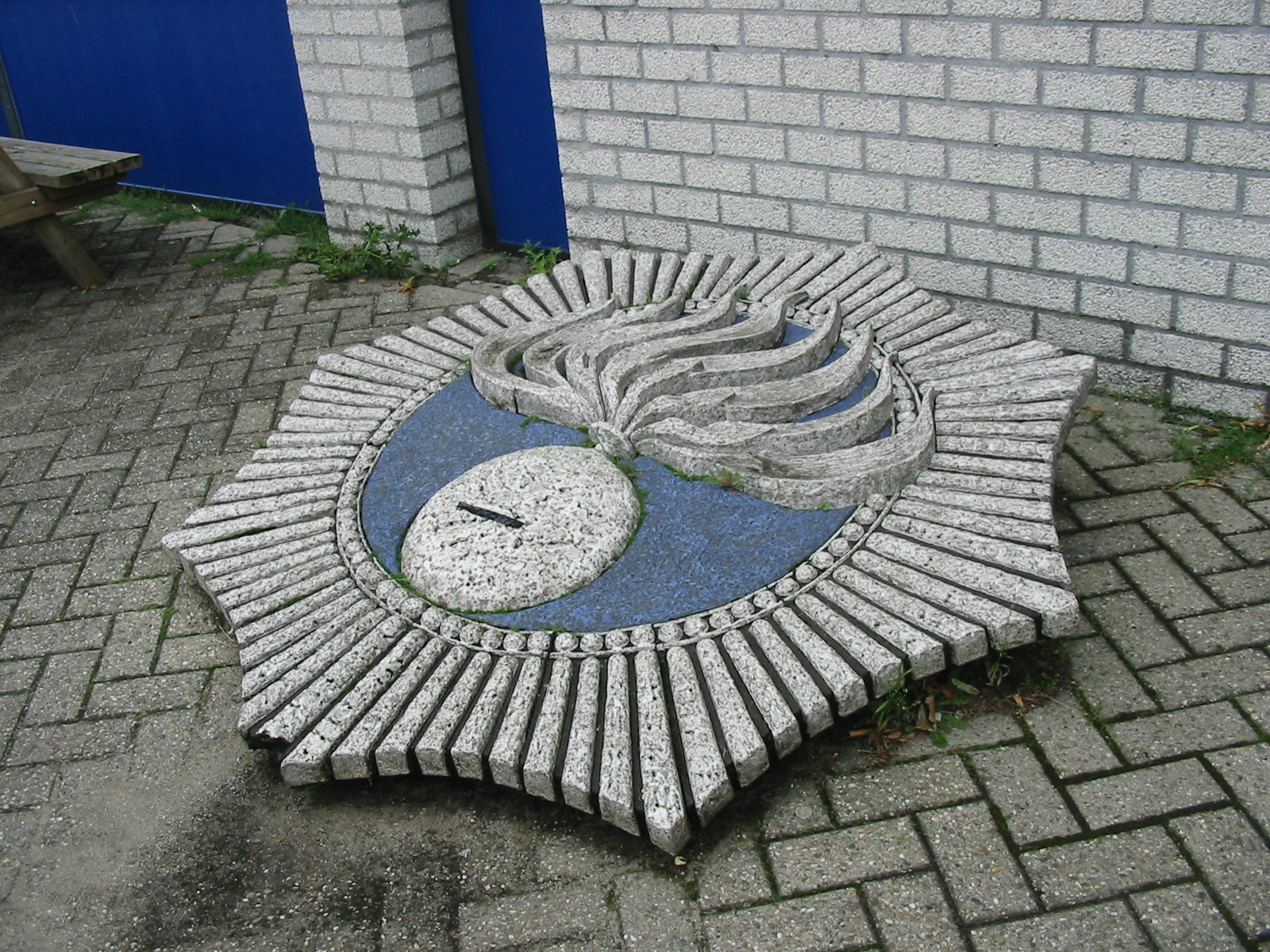
Antiguo emblema de la policía holandesa en piedra, frente a la entrada del Museo de la Policía Holandesa

En los Países Bajos, el trabajo básico de la policía consiste en las siguientes tareas:
- Policía pública visible: estar visiblemente presente en la calle, a pie o en un vehículo identificado, evita que las personas cometan delitos y faltas.
- Trabajo de investigación básico: la investigación de pequeños hurtos y robos forma parte del trabajo policial básico; cuando el caso requiere demasiado tiempo, se transfiere a la división especial.
- Asesoramiento en prevención de delitos: asesoramiento sobre cómo disuadir robos, asesoramiento a municipios en cuestiones de tráfico, consultoría, etc.
- Prestación de asistencia: se presta asistencia a quienes la solicitan, pero también a guardabosques, municipios y otras autoridades civiles, etc.
- Manejo de problemas de tráfico: vigilancia del tráfico, manejo de accidentes de tráfico, asesoramiento a ciudadanos y municipios, seguridad en congestión del tráfico.
- Mantener el cumplimiento de las leyes y reglamentos (a menudo en colaboración con el servicio especial): por ejemplo, comprobar si los extranjeros poseen los documentos correctos (visado, permiso de residencia, permiso de trabajo, etc.) en cooperación con el servicio de inmigración.
- Tareas especiales: además de las actividades diarias, algunas tareas especiales son parte de la vigilancia básica; estas se ejecutan de forma independiente o en conjunto con las actividades policiales normales, como la brigada antivicio.
- Investigaciones nacionales, (inter)regionales: investigan delitos graves como asesinatos, tráfico de drogas, tráfico de seres humanos, delincuencia juvenil, tráfico de armas, fraudes, grandes casos medioambientales y delitos sexuales; los detectives suelen recibir el apoyo de especialistas.
- Gestión de información: recopilación y procesamiento de información técnica (como fotografías y huellas dactilares) e información sobre organizaciones criminales, por ejemplo, mediante la Criminele Inlichtingen Eenheid (Unidad de Inteligencia Criminal, CIE).
- Extranjeros: expedición de permisos de residencia y supervisión de personas que residen en los Países Bajos y no tienen la ciudadanía holandesa.
- Servicio ambiental: debido a que el derecho ambiental es complejo, esta es una misión especializada. En varios municipios holandeses estas tareas están confiadas a una Milieupolitie (policía medioambiental) especial.
- Tareas de apoyo operativo: tareas que respaldan la aplicación básica de la ley o tareas especializadas, como el cuidado de caballos y perros de la policía, la "Unidad móvil, control de disturbios ", "Unidad de apoyo y arresto, establecida para arrestos de alto riesgo" y "Observatieteams" (equipos de observación, OT; comparable a).

El gobierno holandés está deseando poner cada vez más policías "en la calle". Esto significa que será necesario mejorar el uso de las TIC para que los agentes no pierdan mucho tiempo anotando todas sus observaciones en papel para su uso posterior. 
A veces, las patrullas policiales se desplazan directamente desde el centro de comunicaciones hasta el lugar donde alguien solicitó asistencia. Puede tratarse desde un caso sencillo (alguien que dejó las llaves dentro del coche, una queja por basura o un coche mal aparcado) a uno más grave que necesita atención directa, como un accidente con heridos, un apuñalamiento, un robo, un acto vandálico; todos ellos acontecimientos en los que la policía tiene que actuar y tranquilizar.
La vigilancia no sólo se realiza desde el coche patrulla, sino también en moto o a caballo. Especialmente en centros comerciales llenos de gente, la vigilancia se realiza a pie o en moto o bicicleta. Los hombres y mujeres que circulan por la calle tienen que estar permanentemente "con los ojos bien abiertos" para detectar comportamientos sospechosos, como por ejemplo alguien que camina mirando dentro de coches aparcados, coches sin luces o ciclistas ebrios.

La policía de un municipio está operativa las 24 horas del día para hacer cumplir la ley. Cada vez con más frecuencia la policía visita las escuelas para educar a los alumnos sobre la prevención de las drogas, el vandalismo o el sexo en Internet. La policía de un municipio se encarga de hacer cumplir la ley. También se aseguran de que todo aquel que pide ayuda la reciba, apoyados por personal del distrito y de la región. Desde principios de los años 90, varias regiones policiales han estado trabajando con equipos vecinales llamados supervisores vecinales.

## Potestades

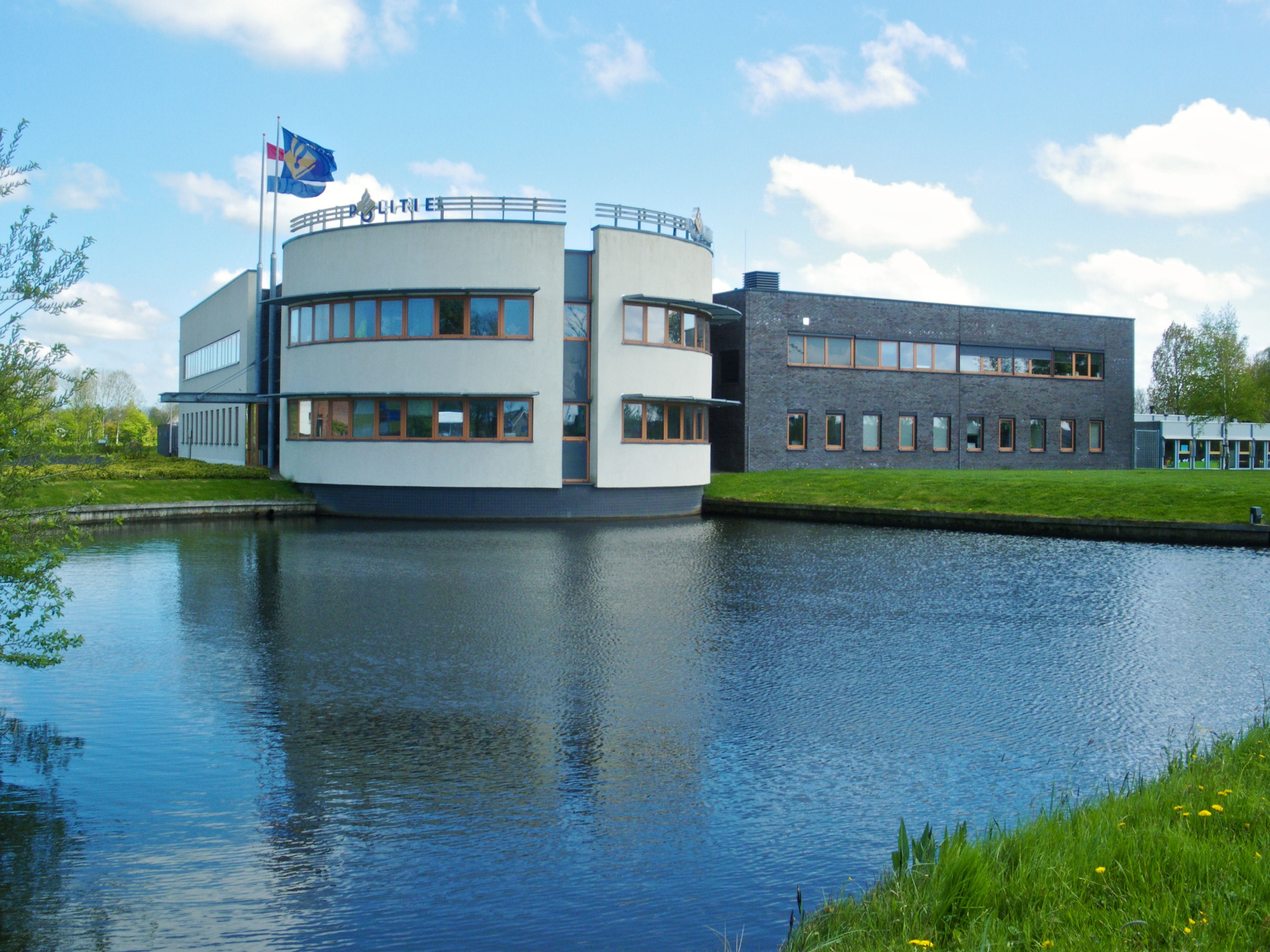
Comisaría de policía junto al agua en Dokkum, Frisia

La policía tiene poderes que la gente "común" no tiene; como detener o arrestar a personas, o revisar una bolsa de compras en busca de artículos robados, o (con autorización del fiscal adjunto) realizar una entrada y registro en una casa en busca de armas. La policía también habilitada a usar la fuerza. Este poder se denomina a menudo "el monopolio de la fuerza". La policía es una de las pocas organizaciones en los Países Bajos a las que se les permite usar la fuerza, cuyo uso está sujeto a muchas reglas y condiciones previas.
El poder de detener a alguien a menudo se confunde con el poder de arrestar a alguien. El poder de detener a alguien (“staande houden”) es el poder de la policía de hacer que alguien se quede quieto, para poder preguntarle su nombre y dirección y de esta forma identificarlo.

El poder de arrestar a alguien (“aanhouden”) es el poder de detener a una persona y llevarla ante un fiscal (asistente) para que decida sobre otras medidas procesales. Sin embargo, este poder no se concede sólo a la policía. El Código Penal de Países Bajos, en su artículo 53, inciso 1, dice:
En caso de descubrimiento en flagrancia de un delito penal, cualquier persona está autorizada a detener al sospechoso.
El término "en el acto" significa "cuando está sucediendo". Solo la policía puede detener a posteriori y solo con autorización formal de un fiscal. 
Los poderes de investigación de la policía vienen recogidos, en la Ley de Policía, la Ley de Armas y Municiones, la Ley del Opio, la Ley de Tráfico por Carretera de 1994, la Ley de Entrada y el Código Penal.
Estos poderes están sujetos a estrictas reglas. Algunos de estos poderes pueden ser aplicados por el propio funcionario, como en los ejemplos anteriores. Otros poderes policiales, como las escuchas telefónicas, la observación o el registro de locales, sólo pueden utilizarse con autorización del juez de instrucción.

### Cooperación con otros servicios
Ante una situación de emergencia, la policía puede cooperar con otros servicios de emergencias. En caso de accidente, por ejemplo, la policía colabora con los servicios de ambulancia, los médicos, los bomberos y el Royal Marechaussee. En caso de emergencias graves, la policía coopera con el cuerpo de bomberos, el servicio de ambulancia, otros organismos gubernamentales y fuerzas militares en la región de seguridad correspondiente a la región policial. La policía también colabora con socios internacionales y forma parte de asociaciones como la VGT y la Interpol.

#### Ayuda a las víctimas
Para brindar apoyo a las víctimas, la policía coopera con Slachtofferhulp Nederland. Los empleados de Slachtofferhulp están especialmente capacitados para brindar apoyo a las víctimas de accidentes y delitos. Además, se encargan de asesorar a las víctimas, pero también ayudan a rellenar formularios para el seguro o para solicitar un abogado.

#### Apoyo continuo
La policía coopera estrechamente con organizaciones de apoyo que pueden brindar apoyo cuando la capacidad de la policía para hacerlo no es suficiente. Algunos ejemplos:
- Atención de adicciones como Consultatiebureau voor Alcohol y Drugs o Novadic-Kentron.
- Atención de salud mental (para personas que, por ejemplo, desean suicidarse o son un peligro para los demás)[18]
- The Reclassering Nederland (la oficina de libertad condicional holandesa)[19]
- La oficina de libertad condicional juvenil
- El Raad voor de Kinderbescherming
- Trabajo social, por ejemplo, en caso de violencia doméstica.